# 乍甸镇
乍甸镇是中国云南省红河哈尼族彝族自治州个旧市原下辖的一个镇。
乍甸镇位于个旧市区以北12公里，位于东经103°06′至103°12′，北纬23°24′至23°35′19′之间，距离红河州府蒙自市38公里，镇区最高海拨2522米，最低海拔1250米（绿冲河），乍甸镇人民政府所在地为1375米，东连个旧市大屯镇，东北为原鸡街镇以及回族聚居区沙甸镇，南接个旧市城区街道，西与建水县普雄乡接壤，北面为原倘甸乡。
乍甸镇原下设乍甸社区居委会以及大山脚村委会、下乍甸村委会、小甸头村委会、水头村委会、宝山寨村委会、木沙寨村委会、上他秃村委会、下他秃村委会、徐家冲村委会、草里苑村委会、火谷都上寨村委会、火谷都下寨村委会、 松树垴村委会等13个村民委员会，后合并为1个居民委员会，8个村民委员会。2006年，乍甸镇与鸡街镇、倘甸乡合并成为新的鸡街镇。